# Octobre 1824

## Événements
- 4 octobre : mise en vigueur de la constitution du Mexique. Santa Anna instaure la République au Mexique. Organisation des Estados Unidos Mexicanos. Santa Anna joue pendant son mandat de l’opposition entre les conservateurs centralistes et les libéraux fédéralistes pour se maintenir au pouvoir.

## Naissances
- 15 octobre :
  - Yan' Dargent, peintre breton († 19 novembre 1899).
  - Benoît Langénieux, cardinal français, archevêque de Reims († 1er janvier 1905).
- 19 octobre : Guillaume Wintz, artiste peintre allemand naturalisé français († 23 février 1899)
- 24 octobre : Gustave Brion, peintre et illustrateur français († 3 novembre 1877).

## Décès

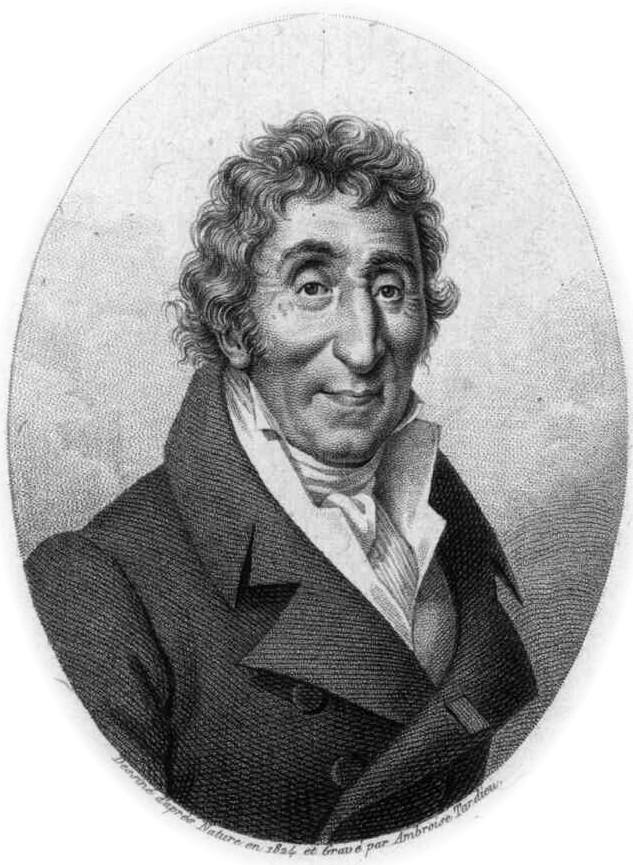
André Thouin

- 27 octobre : André Thouin (né en 1747), botaniste et agronome français.